# Ernst Rommel (Redakteur)

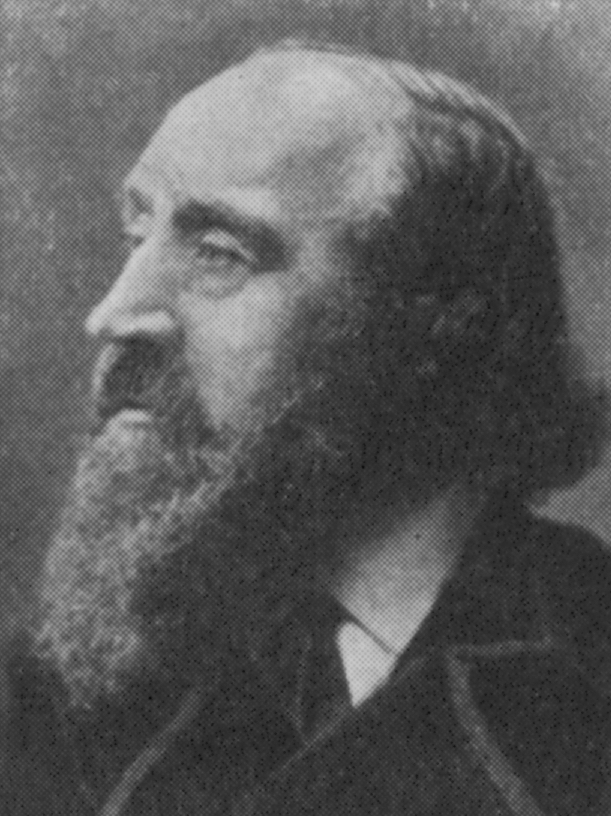
Ernst Rommel

Ernst Wilhelm Gottlieb Rommel (* 19. Juli 1819 in Hannover; † 31. Juli 1892 ebenda) war ein deutscher Bibliothekar, Privatdozent, Redakteur, Schriftsteller und Dramatiker.

## Leben

### Familie
Ernst Rommel war der Vater des Bildhauers Oswald Rommel senior (1844–1924) und der Großvater der Geschwister und Bildhauer Oswald Rommel junior und Elsbeth Rommel. Letztere war die einzige Frau der später am Neuen Rathaus beteiligten Künstler.

### Werdegang
Geboren in der aufgrund der Personalunion zwischen Großbritannien und Hannover lange verwaisten Residenzstadt des damaligen Königreichs Hannover, durchlief Ernst Rommel ein Studium am hannoverschen Lehrerseminar. Nachdem ihm dann jedoch religiöse Zweifel gekommen waren, schlug er nicht die Laufbahn eines Lehrers ein, sondern wurde zunächst als Schriftsetzer tätig.
Als sich 1843 der spätere Thronfolger Georg V. mit seiner zukünftigen Königin Marie von Sachsen-Altenburg vermählte, zählte der Schriftsetzer Rommel zu den ersten Gratulanten, die dem Paar Gedichte und Geschenke darbrachten.
In den Revolutionsjahren 1848 und 1849 arbeitete Rommel als Stenograf der hannoverschen Ständeversammlung und zugleich als Redakteur des Hannoverschen Landtagsblatts. Daneben wirkte er in den Jahren von 1847 bis 1849 als Expedient des Historischen Vereins für Niedersachsen.

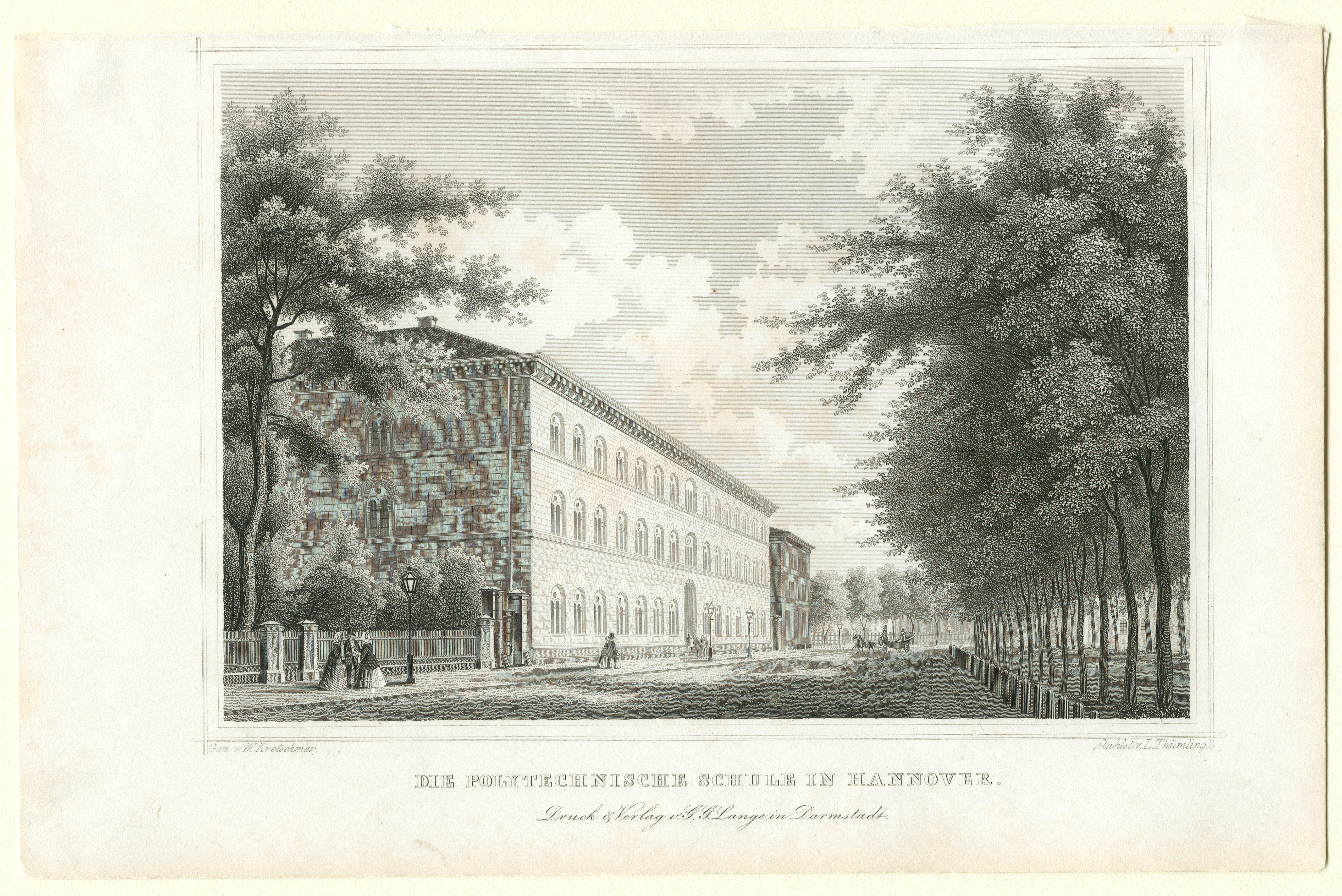
Um 1850: Die damalige Polytechnische Schule (und spätere Leibniz Universität)- Arbeitsplatz Rommels an der Georgstraße nahe dem späteren Kröpcke;
Stahlstich von Louis Thümling nach Kretschmer, Druck von G. G. Lange

1850 erhielt Ernst Rommel die Stellung eines Bibliotheksschreibers an der damaligen Polytechnischen Schule (PTS), der späteren Technischen Hochschule Hannovers. Nachdem er 1856 zum Bibliothekssekretär aufgestiegen war, wurde er gut zwei Jahrzehnte später 1875 Bibliothekar der hannoverschen Universitätsbibliothek. Ebenfalls ab dem Studienjahr 1875 hielt er eigene Vorlesungen über Ästhetik.
Ab 1881 arbeitete Rommel als Privatdozent.
Ernst Rommel war unterdessen auch als Schriftsteller sowie als Dramatiker zu Ansehen gelangt. Für seinen blinden Landesherrn König Georg V. wurde er sogar zum Vorleser herangezogen.

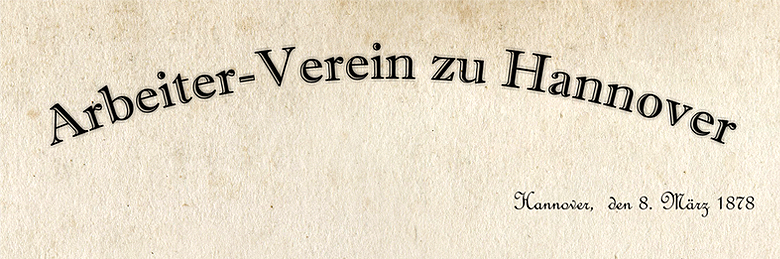
Briefkopf des Arbeiter-Vereins zu Hannover, der Rommel zum Ehrenmitglied ernannte

Rommel, der sich für die Integration der hannoverschen Arbeiter durch höhere Bildung in die bürgerliche Gesellschaft einsetzte, wurde zudem zum Ehrenmitglied des hannoverschen Arbeitervereins ernannt.

## Schriften (Auswahl)
- Henning der Hahn. Seitenstück und Schluß des „Reineke der Fuchs“. Nach dem Altdeutschen des 16. Jahrhunderts metrisch bearbeitet von Ernst Rommel. Mit 4 Original-Zeichnungen, Drama mit Bezug zu Kaspar Friedrich Renner, Hannover: A. L. Pockwitz, 1846
- Charlotte Corday. Eine historische Tragödie in fünf Acten, Hannover: Rümpler, 1856
  - ebenso, 130 Seiten, Hannover: Victor Lohse, 1856
- Schillerfeier des Künstlervereins zu Hannover. Poesie und Kunst. Festgedicht zur Feier des 100jährigen Geburtstages Friedrich von Schiller's, 1859
- Deutscher Spruchschatz. Sammlung alter und neuer Reimsprüche ... für Bauherrn, Architekten, Maler, Bildhauer und Kunsthandwerker, 1868
- Gedichte. Poesie und Kunst, Liebe, Glaube, Wissen, Arbeit und Vaterland, Hannover: Schmorl & von Seefeld, 1868
- Katalog der Bibliothek der Königlichen Polytechnischen Schule zu Hannover, Hannover: Riemschneider, 1868
- Fest-Gedicht zur Feier des fünfzigjährigen Bestehens der Königlichen Technischen Hochschule zu Hannover 1831 - 1881 am 2., 3. und 4. Juni 1881, 20 Seiten, Hannover: König & Ebhardt, 1881
- Georg Stephenson. Kulturhistorisches Schauspiel in vier Aufzügen, 79 Seiten, Hannover: Schmorl & von Seefeld, 1881